# World's Smallest Political Quiz
El término inglés World's Smallest Political Quiz (‘el cuestionario político más pequeño del mundo’ en español) es un test sobre política, compuesto por diez preguntas agrupadas en dos partes, el tema civil y el tema económico, de cinco preguntas cada una.
Es una iniciativa de la organización libertaria estadounidense Advocates for Self Government, fundada en 1985 por Marshall Fritz (1943-2008). Fritz tuvo la idea de combinar dos elementos: el gráfico de Nolan, y un test breve que ayudara a las personas a ubicarse en un lugar dentro del gráfico.
El resultado del test ayuda a ubicar la ideología política de las personas que lo realizan por medio del gráfico de Nolan, publicado en 1971 por David Nolan (1943-2010), y que contiene un sesgo favorable al libertarismo[cita requerida].
Es un diagrama político que contempla dos dimensiones: la escala económica y la escala personal. Al finalizar el test el resultado puede ser cualquiera de cinco categorías, en distintos grados:
- el estatista o populista,
- el izquierdista o progresista,
- el derechista o conservador,
- el libertario (llamado en inglés liberal), y
- el centrista.

Brinda una pequeña explicación sobre cada una de las posiciones políticas contempladas.
La organización Advocates for Self-Government estima que ―sin contar el uso de las versiones en línea― se han impreso 7 millones de estos tests y se han utilizado en más de 420 centros de estudios.

## Críticas al test
Este cuestionario libertario formula una serie de preguntas para tentarte a proclamarte «libertario». El gran truco es que si respondes que sí a cada pregunta, te conviertes en un supermacho de la autogestión: hay un desprecio tácito contra aquellos que quieran responder algo diferente. Es una prueba de fuego ideológica.
La crítica más obvia de este cuestionario es que intenta graficar el rango de la política en solo dos ejes, como si fueran los dos únicos que importan, en lugar de que los dos libertarios quisieran la mayor cantidad de cambios. Por ejemplo, si los socialistas crearan una prueba de este tipo, posiblemente utilizarían un conjunto diferente de ejes.
La segunda crítica obvia es típica de las encuestas tomadas para mostrar niveles de apoyo falsos: las preguntas están redactadas para obtener la respuesta deseada. Esto se llama «sesgo de encuadre». Por ejemplo, en un test socialista, posiblemente aparecería alguna pregunta como: «¿Cree que las personas deberían ayudarse entre sí?». Los libertarios podrían responder «sí» a esta pregunta; el problema son los «pero» que se esquivan y evitan debido al formato de la pregunta.
Muchos libertarios usan esto como una herramienta de proselitismo (léase «evangelismo»). Al hacer que sea fácil obtener puntajes altos en ambos ejes, a los sujetos se les puede decir que ya son libertarios, y que simplemente no lo sabían. Este es el mismo tipo de succión que utilizan los estafadores mediante lectura en frío (que de alguna manera adivinan los pensamientos de su víctima) y otros timadores.
This libertarian quiz asks a set of leading questions to tempt you to proclaim yourself a libertarian. The big trick is that if you answer yes to each question, you are a macho SELF GOVERNOR: there is an unspoken sneer to those who would answer anything else. It is an ideological litmus test.
The most obvious criticism of this quiz is that it tries to graph the range of politics onto only 2 axes, as if they were the only two that mattered, rather than the two libertarians want the most change in. For example, if socialists were to create such a test, they would use a different set of axes.
The second obvious criticism is typical of polls taken to show false levels of support: the questions are worded to elicit the desired response. This is called framing bias. For example, on a socialist test, you might see a question such as "Do you believe people should help each other?" Libertarians would answer "yes" to this question; the problem is the "but"s that are filtered out by the question format.
Many libertarians use this as an "outreach" (read: evangelism) tool. By making it easy to get high scores on both axes, subjects can be told that they are already a libertarian and just didn't know it. This is the same sort of suckering that cold readers and other frauds use.
Mike Huben, 2007